# Tianhe-I
A Tianhe-I (kínaiul: 天河一号, tianhe-jihao) – másképpen Tianhe-1 vagy TH-1 – egy kínai szuperszámítógép. Egyike az Amerikai Egyesült Államokon kívüli világ néhány petaflop teljesítményű szuperszámítógépének: a gép számítási teljesítménye 2,566 petaFLOP, ami több mint 2½ billiárd lebegőpontos műveletet jelent másodpercenként.  A tianhe kifejezés szó szerinti fordítása égi folyó, ami a Tejutat jelenti.
A Tianhe-I számítógépet a Hunan tartománybeli Csangsa (长沙市) városának egyik egyetemén fejlesztették ki (angolul: Chinese National University of Defense Technology (NUDT)). Elsőnek 2009 októberében mutatták meg a nyilvánosságnak. A világ 5. leggyorsabb szuperszámítógépe a TOP500-as listán, amit 2009-ben az SCO9-es szuperszámítógépek konferenciáján állítottak fel Oregon államban, Portlandben.
A Tianhe-I Intel Xeon processzorokat használ. Tiencsinben helyezték üzembe a kínai Nemzeti Szuperszámítógép Központban. Nyersolajlelőhelyek feltérképezéséhez és repülőgép-szimulációkhoz használják.
2010 októberében a gép továbbfejlesztett változata, a (Tianhe-1A) lett a világ leggyorsabb szuperszámítógépe. Leggyorsabb működése közben a számítási sebessége 2,5 petaflop volt. A Tianhe-I-et egy nyílt rendszer részeként alkalmazzák, ahol nagy számításigényű tudományos problémákat próbálnak megoldani Linux operációs rendszer segítségével.